# Calle San Bartolomé (Sevilla)
La calle San Bartolomé es una vía pública del barrio del mismo nombre en el caso histórico de la ciudad española de Sevilla.

## Descripción
La vía conecta la calle Virgen de la Alegría con Levíes. Debe el título a la iglesia del mismo nombre. Aparece descrita en la Noticia histórica del origen de los nombres de las calles de esta ciudad de Sevilla (1839) de Félix González de León con las siguientes palabras:

Calle de san Bartolomé. Está en el cuartel B. y en la parroquia de este santo de quien toma el nombre por ser las que rodean el templo. Pertenece à la demarcacion de la antigua alhamia de los judios. Esta iglesia parroquial, que fué sinagoga hasta la total expulsion de los judios que mandó hacer el rey D. Fernando el católico el año de 1432, consagrándola entonces en inglesia parroquial, por que la que antes tenia (no he podido averiguar el sitio fijo) si bien es tradicion que estaba junto á la casa de la marquesa de Villanueva del Fresno, era estrecha y corta. La actual permaneció en la antigua forma hasta el año de 1773, que á 9 de setiembre se empezà à derribar por amenazar ruina, y despues se empezó à labrar el nuevo templo diàfano y hermoso que hoy existe que se estrenó fines del siglo pasado. La capilla mayor que tenia el patronato de los caballeros Sandieles, hoy solo tiene la fàbríca de dicha iglesia. Sus portadas son de pilastras y cornisa dóricas de ladrillo cortado, y el templo uno de los mayores parroquiales. Una de estas callejas que ahora la nombran detras de la iglesia se llamaba antiguamente calle de san Vicente.
(González de León, 1839, p. 201)